# Departamento de Noun
Noun es un departamento de la región Oeste de Camerún. En noviembre de 2005 tenía una población censada de 455 083 habitantes.
Está formado por los siguientes municipios:
- Bangourain 30,877
- Foumban 106,309
- Foumbot 76,486
- Kouoptamo 48,772
- Koutaba 49,171
- Magba 35,628
- Malentouen 45,121
- Massangam 38,736
- Njimom 23,983